# Danjuma Fatauchi
Danjuma Fatauchi, né vers 1966, est un joueur nigérian de badminton.

## Carrière
Il est médaillé d'or en double hommes avec Agarawu Tunde lors des Championnats d'Afrique de badminton 1996.